# Jean Scrivens
Jean Eileen Scrivens, coniugata MacKenzie (Camberwell, 15 ottobre 1935), è un'ex velocista britannica.

## Palmarès
- Giochi olimpici

Melbourne 1956: argento nella staffetta 4x100 metri.